# 錢習禮
錢習禮（1373年—1461年），名幹，以字行，江西吉水县人。明朝政治人物。

## 生平
永樂六年（1408年）戊子科江西鄉試第一名舉人，永樂九年（1411年）辛卯科二甲第二十八名進士。選庶吉士，授翰林院檢討。參與編纂《明宣宗實錄》，累升至禮部侍郎。之後王振亂朝綱，錢習禮恥于與之合作，乞求歸養。家居十五年，卒年八十九歲，諡文肅。

## 家族
與練子寧爲姻親。